# Доротея фон Бірон
Дороте́я фон Біро́н (нім. Dorothea von Biron; 23 серпня 1793 — 19 вересня 1862) — курляндська принцеса, герцогиня Заганська (1843—1862). За життя прославилася як неймовірна красуня. Представниця шляхетного німецького роду Біронів. Донька останнього курляндського герцога Петера і Доротеї фон Медем. Онука курляндського герцога Ернста Бірона. Коханка Талейрана. Грала видатну роль при французькому дворі в епоху Наполеона I і Реставрації. В 1817 році отримала титул герцогині Діно, в 1838 році-герцогині Талейран, 1843 році успадкува Заганське герцогство від своєї сестри Вільгельміни. Померла в Загані, Пруссія.

## Імена
- Дороте́я фон Біро́н (нім. Dorothea von Biron, фр. Dorothée von Biron) — з родовим іменем.
- Дороте́я Заганська (нім. Dorothea von Sagan), або Дороте́я Сага́нська (фр. Dorothée de Sagan) — за назвою Заганського герцогства.
- Дороте́я Курля́ндська (нім. Dorothea von Kurland, фр. Dorothée de Courlande) — за назвою колишнього герцогства.
- Йоганна-Доротея фон Бірон[6]

## Біографія

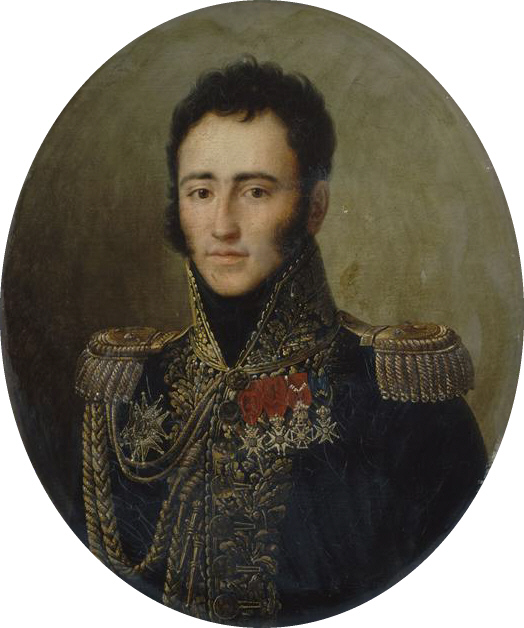
Генерал Едмон де Талейран-Перигор, чоловік Доротеї

Молодша дочка останнього Курляндського герцога Петра Бірона і графині Доротеї фон Медем, племінниця поетеси Елізи фон дер Реккі . Як вказують, її справжнім батьком за поширеною версією був коханець її матері польський дипломат граф Олександр Батовський. Після смерті Петра Бірона в 1800 році успадкувала великі володіння. Здобула освіту під керівництвом княжни Луїзи Радзивілл і відомого вченого Сципіона Пьяттолі. Жила в маєтку матері в Лебіхау, де зав'язала безліч знайомств серед європейської еліти. Уже в ранній молодості налічувала в числі прихильників найбільш знаменитих людей свого часу і була посвячена в таємниці європейської дипломатії.

### Шлюб
У пошуках багатої нареченої для свого племінника Талейран, колишній коханець її матері, попросив імператора Олександра I сприяти цьому шлюбу. 21-22 квітня 1809 у Франкфурті-на-Майні відбулося вінчання Доротеї з генералом графом Едмоном Талейран-де-Перігор (1787—1872). Йшли наполеонівські війни, і Доротеї, яка отримала освіту в Німеччині, спочатку було складно в паризькому вищому світі, так як вона опинилася в «стані ворога», ставши дамою при дворі Наполеона I. Три її сестри також були налаштовані антифранцузьки. Шлюб не був щасливим: хоча Доротея народила четверо дітей, її чоловік більше займався грою, війною та іншими жінками.

### Віденський конгрес

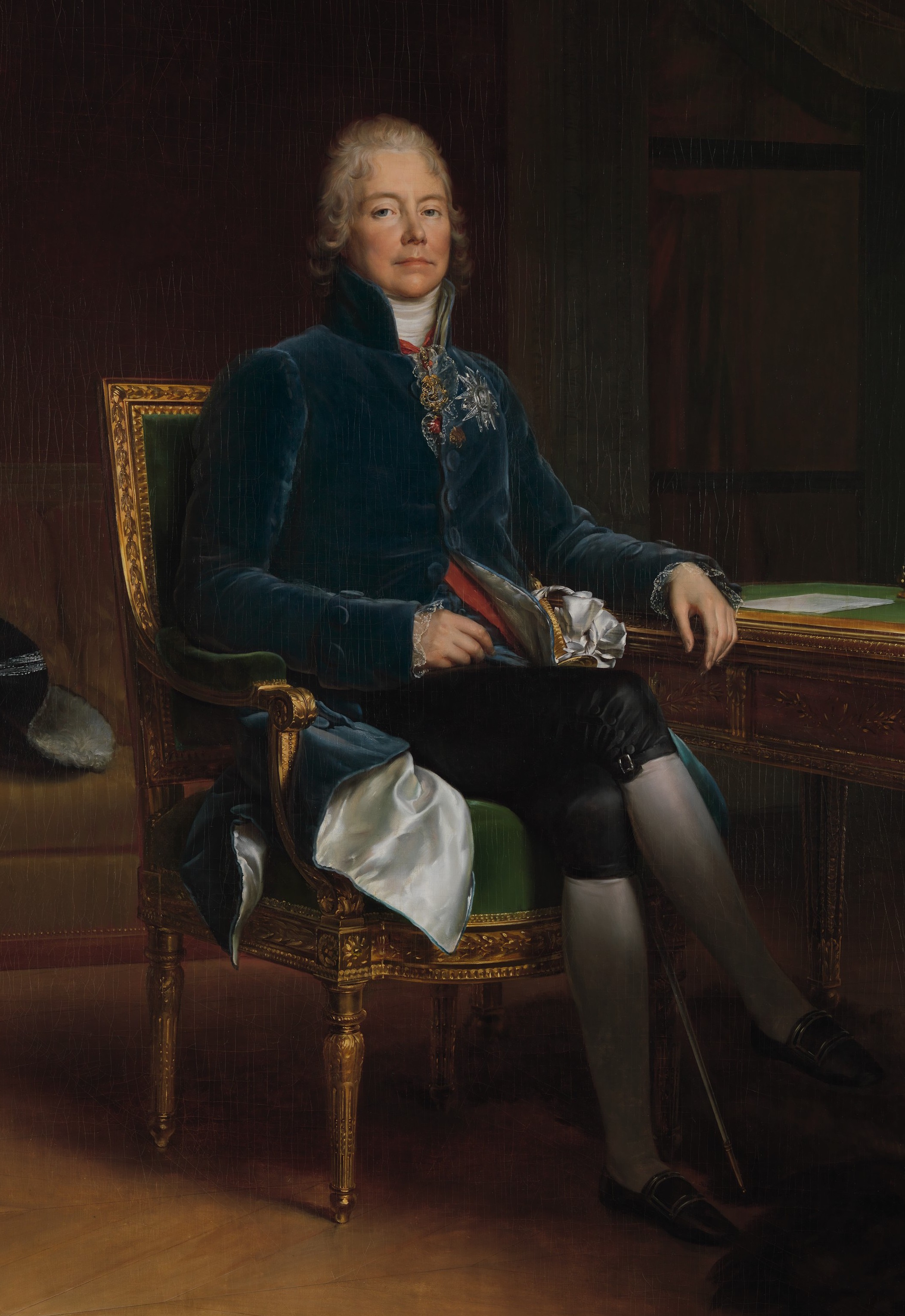
Міністр Талейран, коханець Доротеї

Падіння Наполеона і Віденський конгрес, на якому дядько її чоловіка Талейран представляв Францію, сприяв зближенню Доротеї, чоловік якої поїхав до Північної Італії до місця дислокації свого полку, і великого дипломата. Під час свого перебування у Відні вони живуть у палаці Кауніц, і судячи з усього, саме тоді вона починає відігравати важливу роль в житті Тайлерана.
Ймовірно, вона стала його коханкою після 1815 року. "Не дивлячись на величезну різницю у віці (майже 40 років), Талейран бачив в 20-річній подрузі ученицю і помічницю, якій можна довірити саму секретну інформацію і, в кінцевому підсумку, однодумницю і політичну союзницю. Нерідко подібний зв'язок викликав скандал у вищому суспільстві, але в даному випадку імператорський двір у Відні мовчав, розуміючи, що занадто багато чого залежить від репутації іменитого дипломата. Йому були надані розкішні апартаменти палацу князя Кауница, де Доротея приймала численних гостей, підкоряючи їх блиском своєї краси і туалетів, що були зразком вишуканого смаку. Вона вміло вела переговори, отримуючи цінну дипломатичну інформацію, а також допомагала Талейрану вести таємне листування. Після завершення Віденського конгресу вони разом повернулися до Франції і більше не розлучалися.
31 серпня 1817 році Талейран отримав від Людовіка XVIII титул герцога, а 2 грудня — герцогство Діно (острів поблизу Калабрії) від короля Сицилії на знак вдячності за допомогу на конгресі. Талейран передав Діно своєму племіннику, так що Доротея та її чоловік стали герцогами Діно.

### Життя з Талейраном

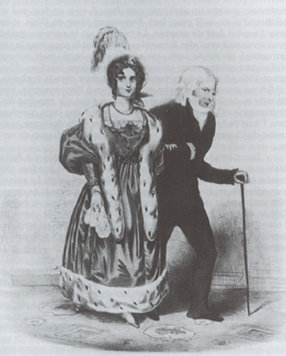
Доротея і Талейран в Лондоні

З 24 березня 1818 року вона почала жити окремо від свого чоловіка, хоча формально шлюб був розірваний лише 6 листопада 1824 року.
3 липня 1820 року разом з старшим за неї на 39 років Талейраном поїхала жити з Парижа в його замок Валансі, вагітна дочкою Поліною, батьківство якої часто приписується не законному чоловікові, а його дядькові. У 1827 році купила замок Рошкот і облаштувала його для перебування в зимовий час. Він являє собою чудову віллу з італійською терасою, де сьогодні розташовується чотиризірковий приватний готель. У 1837 році продала берлінський Курляндський палац (нім. Palais Kurland) на Унтер-ден-Лінден, що належав її матері, царю Миколі I.
У наступні роки мала ще кілька коханців і прославилася як приголомшлива спокусниця. Вважається, що вона народила трьох незаконних дочок: першу від Клам-Мартініц в 1816 році, подальша доля дитини невідома (існує версія, що нею була Божена Нємцова, відома чеська письменниця, офіційно її матір'ю була ключниця в герцогстві Саган (за іншою версією матір'ю Божени була Вільгельміна Саган), потім в 1825 році Антоніну, і в 1827 році Жюлі Зельмі.
Разом зі своєю сестрою Вільгельміною фон Саган перейшла в 1827 році в Римі в католицтво і зайнялася благодійністю.
Коли в 1830 році Талейран став послом в Лондоні, вона супроводжувала його в поїздці, відчуваючи себе в Англії комфортніше, ніж в Парижі, де Сен-Жерменське передмістя ніколи не давало їй забути, що вона іноземка. У Лондоні вони жили до 1834 року.

### Подальше життя

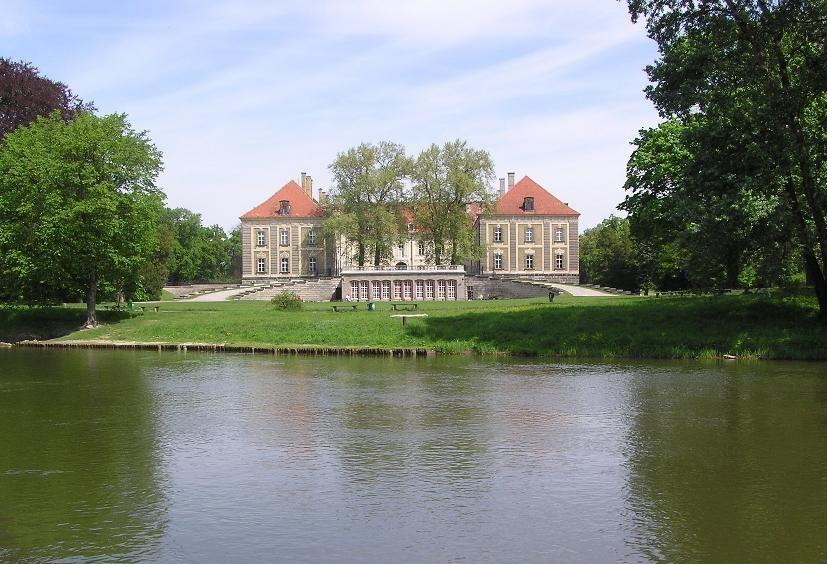
Жаганський палац (1670-84)

Після смерті Талейрана (1838) вона успадкувала титул герцогині Талейран і всі його колосальні статки. Покинула Париж, і відправилася в 1843 році в отримане нею від своєї сестри Заганське герцогство (суч. Жагань) в Сілезії. Там вона вступила в романтичний зв'язок з князем Феліксом Ліхновським. У 1842 році Доротея купила у своєї сестри Поліни герцогство Саган і переїхала жити в свої нові володіння, а в 1845 році після смерті сестри отримала титул герцогині де Саган від короля Пруссії).
6 січня 1845 король Пруссії затвердив її в праві володіння, з привілеєм успадкування по жіночій лінії (потім Саган успадкував її син Луї-Наполеон, хрещеник Бонапарта, а також внук Босон де Талейран-Перігор, в майбутньому відомий денді). Свій маєток в Рошкоте (Château de Rochecotte) вона подарувала доньці Поліні в 1847 році.
Маєток Саган включав 130 будівель на 1200 гектарах. Доротея модернізувала і розширила замок, займалася своїми підданими: заснувала школу, притулок для бездоглядних дітей, лікарню. Відновила церкву Крейцкірхе в неоготичному стилі. Її переїзд призвів до пожвавлення культурної та благодійної діяльності, а її палаци в Жагані і Zatoniu стали важливими центрами політичного і культурного життя в районі. Підтримувала тісні зв'язки з рядом правителів і артистів, в тому числі у неї бували король Фрідріх Вільгельм IV, Ференц Ліст, Шопен і Олександр Фредро.
Вона панувала в цих володіннях, поки не постраждала в аварії з каретою в червні 1861 року, після чого 19 вересня 1862 померла. Незважаючи на своє бажання, виражене в листах і заповіті, щоб її серце було поховано в могилі Талейрана, її поховали в Крейцкірхе в Сагані, поруч з її сестрою Вільгельміною і сином Луї.
Залишила мемуари. Добре малювала — була пейзажисткою, в 1820 році Королівська Прусська академія мистецтв організувала її виставку.

## Родина
Дружина — Едмон Талейран-де-Перігор
Діти:
- Луї-Наполеон (1811—1898), герцог де Талейран-Перигор[10]
- Доротея (1812—1814)
- Олександр-Едмон (1813—1894), герцог Діно
- Жозефіна-Пауліна (1820)

## Мемуари
- Dorothée, princesse de Courlande, duchesse de Dino, Mémoires . Tome I, 1794–1808 : souvenirs d'enfance de la princesse de Courlande (texte établi par Clémence Muller). Clermont-Ferrand : Paleo, coll. « Sources de l'histoire de France », 2003. ISBN 2-84909-022-0.

У хронологічному порядку:
- Mémoires. Tome II, 1831–1834.
- Mémoires . Tome III, 1835–1837.
- Mémoires . Tome IV, 1838–1840.
- Mémoires . Tome V, 1840–1843.
- Mémoires . Tome VI, 1844–1853.
- Mémoires . Tome VII, 1854–1862.

## Цікаві факти
- Французька письменниця Франсуаза Саган (справж. ім'я Франсуаза Куаро) взяла свій псевдонім під впливом фрагмента з Марселя Пруста ("У пошуках втраченого часу"), де мова йде про герцогиню (в рос. перекладі — «герцогиня Саганская»).
- У паризькому готелі де Саган, де з 1873 року проживав онук Доротеї Бозон де Талейран-Перігор, зараз розміщується посольство Польщі.

## В літературі
- Доротея Курляндська з'являється на сторінках серій Жульєтти Бенцоні «Маріанна» та «Вовки Лозарга».

### Монографії
- Brühl, C. Die Sagan. Berlin, 1941.
- Dupuy, M. La Duchesse de Dino, égérie de Talleyrand, princesse de Courlande. Paris: Perrin, 2002.
- Erbe, G. Dorothea Herzogin von Sagan (1793–1862). Eine deutsch-französische Karriere. Köln-Weimar-Wien, 2009.
- Kermina, F. Les Dames de Courlande. Égéries russes au XIXe siècle. Paris: Perrin, 2013.
- Theis, L.; Theis, A. Souvenirs et chronique de la duchesse de Dino. Bouquins: Robert Laffont, 2016.
- Ziegler, P. Die Herzogin von Dino. München, 1965.

### Довідники
- Oehlke, H. Dorothea Herzogin von Sagan // Schlesische Lebensbilder, Band 3, S. 239—246.